# Associação estelar

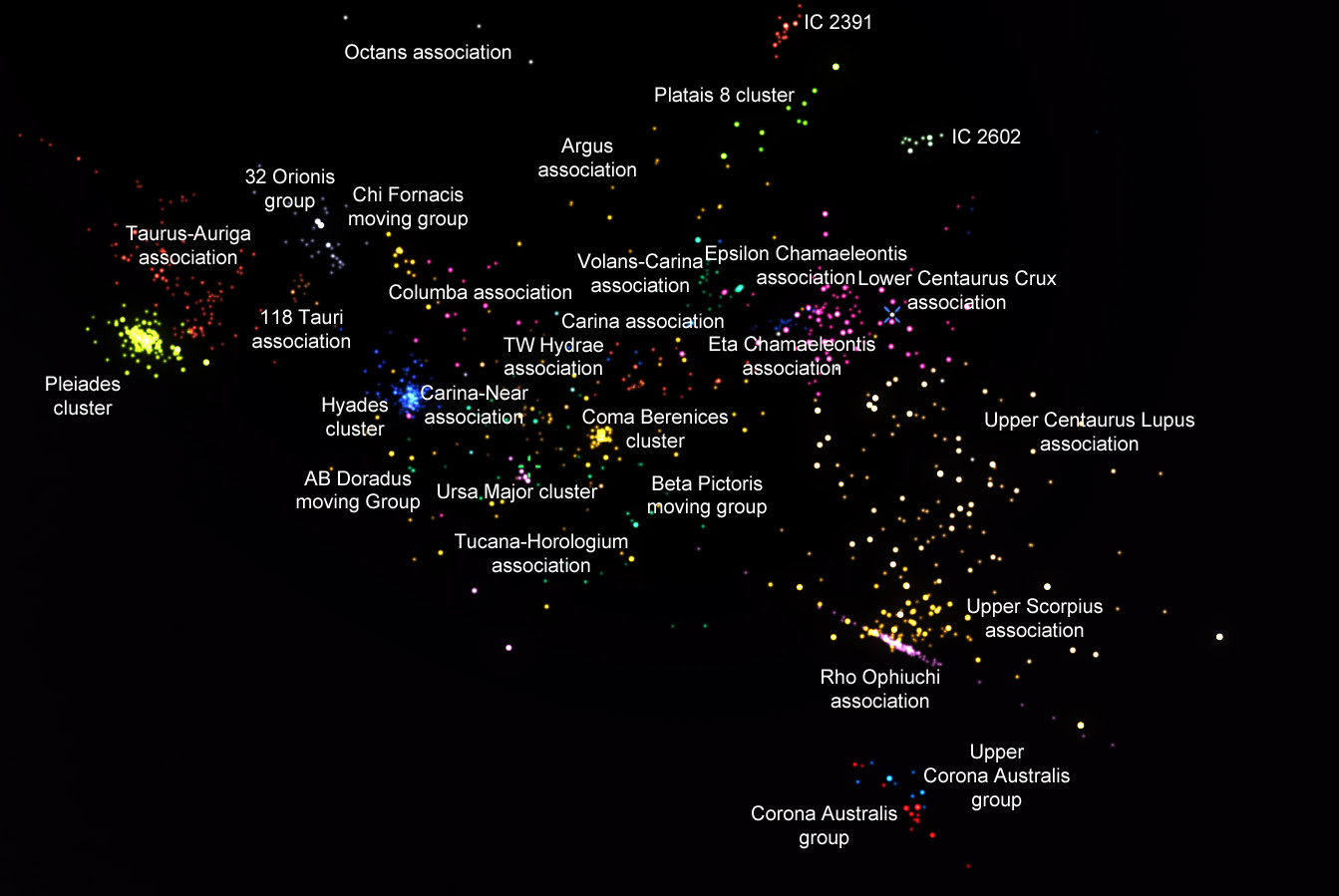
Associações estelares e grupos móveis próximos. A cruz verde no meio mostra a posição do Sol

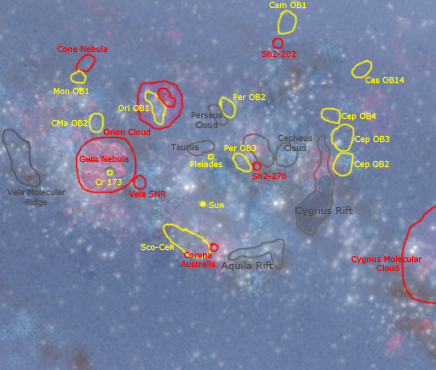
Close no Braço de Órion, com as principais associações estelares (amarelo), nebulosas (vermelho) e nebulosas escuras (cinza) ao redor da Bolha Local

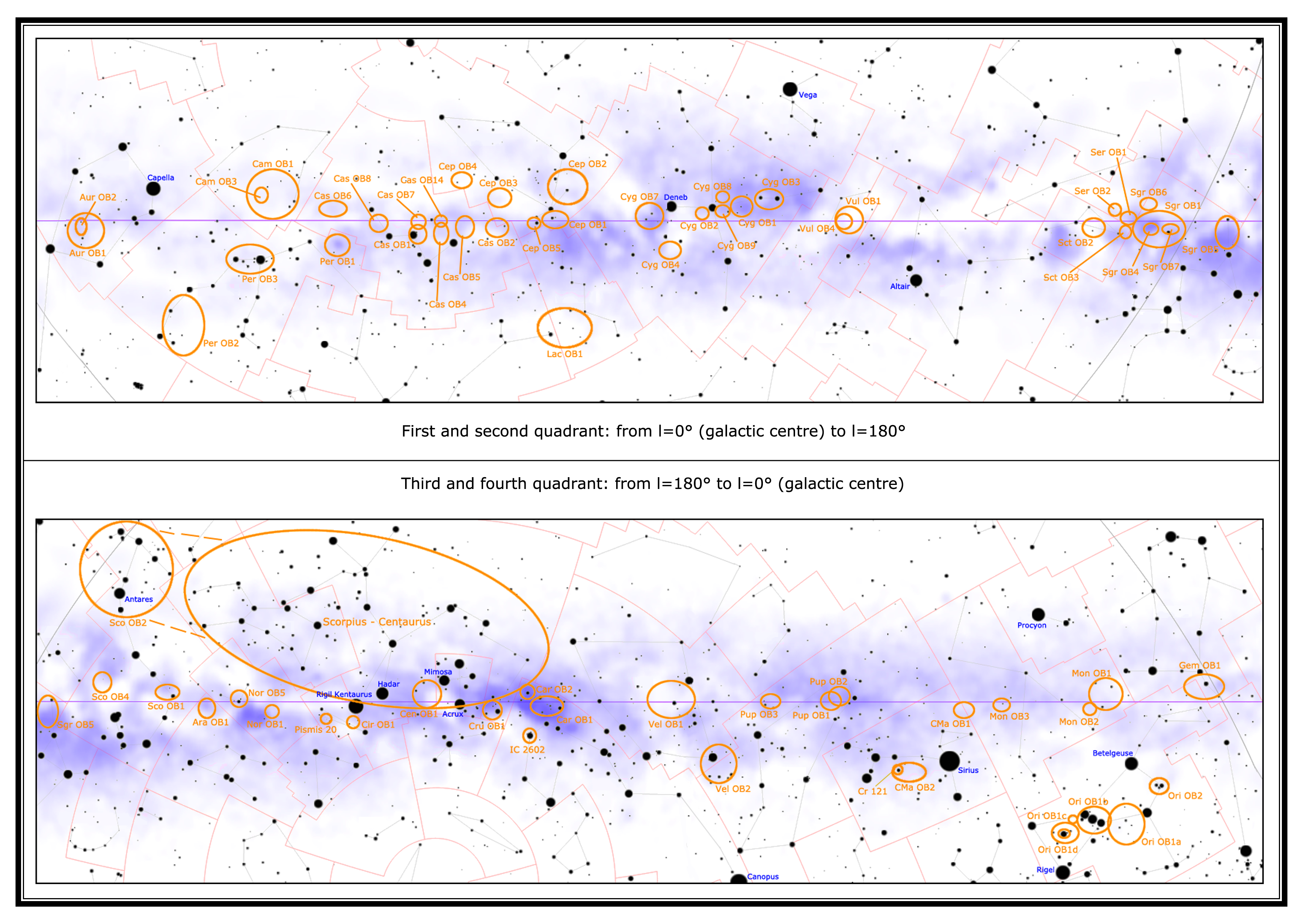
Principais associações do plano galáctico no céu noturno

Uma associação estelar é um aglomerado estelar muito solto, mais solto do que os aglomerados abertos e os aglomerados globulares. As associações estelares normalmente contêm de 10 a 100 ou mais estrelas. As estrelas compartilham uma origem comum, mas se tornaram gravitacionalmente independentes e ainda estão se movendo juntas pelo espaço. As associações são identificadas principalmente por seus vetores de movimento e idades comuns. A identificação por composição química também é usada para levar em consideração a participação em associações.
As associações estelares foram descobertas pela primeira vez pelo astrônomo armênio soviético Viktor Ambartsumian em 1947. O nome convencional para uma associação usa os nomes ou abreviaturas da constelação (ou constelações) em que estão localizadas; o tipo de associação e, às vezes, um identificador numérico.

## Tipos
Viktor Ambartsumian primeiro categorizou as associações estelares em dois grupos, OB e T, com base nas propriedades de suas estrelas. Uma terceira categoria, R, foi posteriormente sugerida por Sidney van den Bergh para associações que iluminam nebulosas de reflexão.
As associações OB, T e R formam um continuum de aglomerados estelares jovens. Mas atualmente é incerto se eles são uma sequência evolutiva ou representam algum outro fator em ação. Alguns grupos também exibem propriedades das associações OB e T, de modo que a categorização nem sempre é clara.

### Associações OB
As associações jovens conterão de 10 a 100 estrelas massivas de classe espectral O e B e são conhecidas como associações OB. Acredita-se que estes se formem dentro do mesmo pequeno volume dentro de uma nuvem molecular gigante. Uma vez que a poeira e o gás ao redor são soprados para longe, as estrelas restantes se desprendem e começam a se separar. Acredita-se que a maioria de todas as estrelas da Via Láctea foram formadas em associações OB.
As estrelas da classe O têm vida curta e expiram como supernovas após cerca de um a 15 milhões de anos, dependendo da massa da estrela. Como resultado, as associações OB geralmente têm apenas alguns milhões de anos ou menos. As estrelas O-B da associação terão queimado todo o seu combustível em 10 milhões de anos. (Compare isso com a idade atual do Sol em cerca de 5 bilhões de anos.)
O satélite Hipparcos forneceu medições que localizaram uma dúzia de associações OB dentro de 650 parsecs do Sol. A associação OB mais próxima é a associação Scorpius-Centaurus, localizada a cerca de 400 anos-luz do Sol.
Associações OB também foram encontradas na Grande Nuvem de Magalhães e na Galáxia de Andrômeda. Essas associações podem ser bastante esparsas, abrangendo 1.500 anos-luz de diâmetro.

### Associações T
Grupos estelares jovens podem conter várias estrelas T Tauri jovens que ainda estão em processo de entrada na sequência principal. Essas populações esparsas de até mil estrelas T Tauri são conhecidas como associações T. O exemplo mais próximo é a associação Taurus-Auriga T (associação Tau-Aur T), localizada a uma distância de 140 parsecs do Sol. Outros exemplos de associações T incluem a associação R Corona Australis T, associação Lupus T, associação Chamaeleon T e a associação Velorum T. As associações T são frequentemente encontradas nas proximidades da nuvem molecular a partir da qual se formaram. Alguns, mas não todos, incluem estrelas da classe O-B. Para resumir as características dos membros dos grupos móveis: eles têm a mesma idade e origem, a mesma composição química e têm a mesma amplitude e direção em seu vetor de velocidade.

### Associações R
As associações de estrelas que iluminam as nebulosas de reflexão são chamadas de associações R, um nome sugerido por Sidney van den Bergh depois que ele descobriu que as estrelas nessas nebulosas tinham uma distribuição não uniforme. Esses jovens aglomerados estelares contêm estrelas da sequência principal que não são suficientemente massivas para dispersar as nuvens interestelares nas quais se formaram. Isso permite que as propriedades da nuvem escura circundante sejam examinadas pelos astrônomos. Como as associações R são mais abundantes do que as associações OB, elas podem ser usadas para traçar a estrutura dos braços espirais galácticos. Um exemplo de associação R é Monoceros R2, localizado a 830 ± 50 parsecs do Sol.

## Associações conhecidas
O Grupo móvel da Ursa Major é um exemplo de uma associação estelar. (Exceto para α Ursae Majoris e η Ursae Majoris, todas as estrelas no Plough/Big Dipper fazem parte desse grupo.)
Outros grupos de jovens em movimento incluem:
- Associação Local (Grupo móvel das Plêiades)
- Hyades Stream
- Superaglomerado IC 2391
- Grupo móvel Beta Pictoris
- Grupo móvel Castor
- Grupo móvel AB Doradus
- Grupo móvel Zeta Herculis
- Aglomerado móvel Alpha Persei
- Associação Cameleopardis OB1[12]